# Linum vuralianum
Linum vuralianum är en linväxtart som beskrevs av Yilmaz och Kaynak. Linum vuralianum ingår i släktet linsläktet, och familjen linväxter. Inga underarter finns listade i Catalogue of Life.